# Shock! Shock! Shock!

Shock! Shock! Shock! est un film américain réalisé par Arn McConnell et Todd Rutt en 1987.

## Fiche technique
- Titre : Shock! Shock! Shock!
- Réalisateurs : Arn McConnell et Todd Rutt
- Pays d'origine : États-Unis
- Durée : 60 minutes

## Distribution
- Brad Isaac : Jim Norman
- Cyndy Mc Crossen : Helen Reasoner
- Sonny Greenberg : Dr Charles Reasoner
- David Steinberg : La créature
- James Gandolfini : Un garçon de salle
- Kelly Anne Ross : Kree-Ella
- Allen Lewis Rickman : Commandant Zont-El
- Brian Fuorry : Skar-El
- William Laziza : le chef des Mintex
- Mike Chirichelli : le garde des Mintex
- Leonardo Laziza :  Jim Norman enfant
- Marcus Lieberman : l'homme de l'espace
- Kirk Mc Connell : l'animateur radio